# François Couplan
François Couplan, né le 5 janvier 1950 à Paris, est un ethnobotaniste et écrivain français, spécialiste des utilisations traditionnelles des plantes sauvages comestibles, qu'il a étudiées sur les cinq continents et dont il est pionnier en Europe.

## Biographie
Docteur ès-sciences du Muséum national d'histoire naturelle de Paris, diplômé de l'École pratique des hautes études de Paris, François Couplan anime des stages pratiques de découverte des plantes sauvages comestibles depuis 1975 aux États-Unis, où il a vécu pendant dix ans, et depuis 1980 en Europe.

Il possède une expérience approfondie de la vie au sein de la nature et de l'utilisation des plantes sauvages, tant en Europe qu'en Amérique du Nord, en Amérique centrale, en Afrique de l'Ouest, au Moyen-Orient, dans le Sud-Est asiatique, au Japon et dans les îles de l'océan Pacifique où il a recueilli la tradition orale des divers peuples rencontrés. 

« En Europe, j’en ai répertorié quelque 1 600 dans mon ouvrage Le Régal végétal et j’estime qu’à travers la planète, leur nombre s’élève à environ 80 000. Cela est à mettre en regard de la trentaine de végétaux, tous cultivés, utilisés en moyenne par l’Occidental et au fait que, dans le monde, 29 espèces seulement représentent 90 % des denrées alimentaires végétales. »

François Couplan est aussi le pionnier en Europe de la « survie douce », expérience profonde de la vie en harmonie avec la nature. Il a créé l'Institut de recherche sur les propriétés de la flore et préconise une agriculture naturelle visant à « semi-cultiver » la végétation spontanée. Il a mis en place une formation sur trois ans, le Collège pratique d'ethnobotanique (CPE), destinée aux personnes désireuses d'approfondir leurs connaissances sur les plantes et de développer une activité professionnelle dans ce domaine, tout en étant conscientes des enjeux de notre monde actuel.
François Couplan continue à explorer le monde à la recherche des utilisations traditionnelles des plantes et à la rencontre des peuples qui les connaissent encore. Il s'attache à faire connaître ses découvertes par le biais de conférences, de stages, de son école et de ses nombreuses publications. Il contribue ainsi à préserver et à valoriser un patrimoine qui est en train de se perdre à l'échelle de la planète, et qu'il importe de faire vivre pour le bien-être de tous. 
Le soutien moral d'Yves Coppens l'a encouragé à faire reconnaître ses travaux de recherche par un diplôme de l'École pratique des hautes études puis par un doctorat du Muséum national d'histoire naturelle de Paris sur l'alimentation végétale potentielle de l'homme au Paléolithique.
François Couplan a participé au développement de la permaculture en France en traduisant les ouvrages de Bill Mollison et David Holmgren, Permaculture 1 et Permaculture 2.

### Distinction
- Chevalier de l'ordre du Mérite agricole[réf. nécessaire]

## Gastronomie à base de plantes sauvages comestibles
François Couplan a récolté et cuisiné les plantes sauvages depuis son enfance, mais sa rencontre avec le chef cuisinier Marc Veyrat lui a donné envie d'approfondir ses recherches dans son domaine de prédilection et d'en explorer la dimension gourmande. Marc Veyrat dit, avoir été influencé par la transmission de savoir de François Couplan — qu'il considère comme « le plus grand botaniste au monde » — pour améliorer et innover dans sa cuisine à base de plantes sauvages. Ils ont écrit ensemble plusieurs livres de « botanique comestible », en particulier Herbier gourmand.
François Couplan collabore dans plusieurs pays avec des chefs cuisiniers étoilés pour la cuisine à base de plantes sauvages et la réhabilitation des saveurs oubliées :
- Marc Veyrat près d'Annecy ;
- Carlo Crisci à Cossonay en Suisse ;
- Jean-Georges Vongerichten à New York ;
- Jean-Marie Dumaine à Sinzig en Allemagne ;
- Hervé Busset à Conques ;
- Christophe Hardiquest à Bruxelles, etc.

## Publications (sélection)
François Couplan est l'auteur de nombreux ouvrages sur les plantes comestibles, la nature et la santé, chez plusieurs éditeurs, ainsi que de plusieurs centaines d'articles sur ces sujets parus dans divers magazines. Certains de ses livres sont des références, telle l'Encyclopédie des plantes sauvages comestibles de l'Europe, en trois volumes, et The Encyclopedia of Edible Plants of North America, qui font le tour de la question sur ces deux continents.
- Ce que les plantes ont à nous dire, Paris/53-Mayenne, Les liens qui libèrent, 2020, 352 p. (ISBN 979-1020908223)
- Mangez vos soucis : Plantes ornementales comestibles et leurs usages, Paris, Sang de la Terre, 2011 (1re éd. 1983), 224 p. (ISBN 978-2-86985-260-0)
- Encyclopédie des plantes sauvages comestibles de l'Europe, vol. 1 : Le Régal végétal : Reconnaître et cuisiner les plantes comestibles, Paris, Sang de la Terre, 2015 (1re éd. 1984), 528 p. (ISBN 978-2-86985-319-5)
- Encyclopédie des plantes sauvages comestibles de l'Europe, vol. 2 : La Cuisine sauvage : Accommoder mille plantes oubliées, Paris, Sang de la Terre, 2010 (1re éd. 1984), 638 p. (ISBN 978-2-86985-245-7)
- Encyclopédie des plantes sauvages comestibles de l'Europe, vol. 3 : Les Belles vénéneuses : Plantes sauvages toxiques, Équilibres, 1990, 379 p. (ISBN 978-2-87724-008-6)
- Retrouvez les légumes oubliés : 50 légumes, condiments et fruits : culture, historique, propriétés, recettes, La Maison rustique, 1992 (1re éd. 1986), 215 p. (ISBN 978-2-7066-0156-9)
- Vivre en pleine nature : Le guide de la survie douce, Paris, Sang de la Terre, 2011 (1re éd. 1987), 320 p. (ISBN 978-2-86985-275-4)
- Les Plantes sauvages comestibles et toxiques (avec Eva Styner), Delachaux et Niestlé, 2013 (1re éd. 1994), 416 p. (ISBN 978-2-603-02017-3)
- Jardinez au naturel : le jardin bio facile (avec Françoise Marmy), Paris/Paris, Sang de la Terre, 2009 (1re éd. 1995), 314 p. (ISBN 978-2-86985-180-1)
- Herbier gourmand (avec Marc Veyrat), Hachette, 1997, 216 p. (ISBN 978-2-01-236199-7)
- Guide nutritionnel des plantes sauvages et cultivées, Delachaux et Niestlé, 2011 (1re éd. 1998), 255 p. (ISBN 978-2-603-01734-0)
- (en) The Encyclopedia of Edible Plants of North America, McGraw-Hill, 1998, 570 p. (ISBN 978-0-87983-821-8)
- Guide des condiments et épices du monde entier : 120 plantes condimentaires et leur utilisation, Delachaux et Niestlé, 1999, 191 p. (ISBN 978-2-603-01138-6)
- Dégustez les plantes sauvages : promenades en pleine nature (avec Marc Veyrat), Paris, Sang de la Terre, 2007 (1re éd. 2000), 271 p. (ISBN 978-2-86985-172-6, lire en ligne)
- Dictionnaire étymologique de botanique, Delachaux et Niestlé, 2007 (1re éd. 2000), 238 p. (ISBN 978-2-603-01410-3)
- L'Herbier des montagnes (2000)
- L'Album des plantes et des fleurs (2001)
- Toutes les confitures sont dans la nature (2001)
- Eetbare planten, bloemen en zaden uit de vrije natuur (2001)
- Les Bonnes Mauvaises Herbes (2001)
- Le Véritable Régime crétois (2002)
- L'Herbier à croquer (2004)
- Reconnaître facilement les plantes (2004)
- Ce sont les plantes qui sauvent les hommes (2005)
- Fleurs des Alpes (2005)
- Sans viande et très heureux (2006)
- Guia de las plantas sivestres comestibles y toxicas (2006)
- Reconoce facilmente las plantas sivestres (2006)
- Le Tour de France d'un botaniste gourmand (2006)
- Petit Larousse des plantes qui guérissent, avec Gérard Debuigne (2006)
- Légumes, fruits et condiments oubliés du Midi (2007)
- La Nature nous sauvera (2008)
- Remèdes et recettes à l'ortie (2008)
- Légumes d'ici et d'ailleurs (2009)
- Fruits d'ici et d'ailleurs (2009)
- Stevia, le sucre vertueux, avec Aymeric Lazarin (2009)
- Petit Larousse des plantes médicinales, avec Gérard Debuigne (2009)
- La Boîte à secrets des plantes médicinales, avec Gérard Debuigne (2009)
- La Lavande, avec Aymeric Lazarin (2010)
- Plantes urbaines, avec Pâris Faini (2010)
- Plantes d'appartement toxiques, avec Aymeric Lazarin (2010)
- Salades sauvages (2011)
- Plantes de jardin toxiques, avec Aymeric Lazarin (2011)
- La Santé par les plantes de Suisse romande (2011)
- Hommes et plantes (2011)
- Voyages parmi les plantes (2011)
- Les Plantes à travers le monde (2011)
- Les Fruits sauvages, avec France Breil (2012)
- Se soigner par les plantes de nos montagnes (2012)
- Les Plantes et leurs noms (2012)
- La cuisine est dans le pré (2012)
- Les Plantes miracle, avec Aymeric Lazarin (2013)
- Étonnantes plantes de montagne (2013)
- Vertiges des saveurs (2013)
- Fleurs comestibles (2014)